# Список размеров масштабных моделей
Это список размеров масштабных моделей, в котором перечислены различные соотношения размеров масштабных моделей.

## Масштабы моделей
| Соотношение | Дюймов на фут | Миллиметров на фут | Использование                                           | Подробности |
| ----------- | ------------- | ------------------ | ------------------------------------------------------- | --- |
| 1:20000     |               | 0.015 мм           | Sci-fi                                                  | Компания Arii произвела отлитые под давлением комплекты в масштабе очень большого космического корабля Зентради из научно-фантастического аниме-сериала «Макросс». |
| 1:4800      |               | 0.064 мм           | Sci-fi                                                  | Этот масштаб использовался для вымышленного космического корабля для настольной игры Star Cruiser, первоначально выпущенной Citadel Miniatures. Небольшой набор британских и немецких военных кораблей времен Второй мировой войны в этом масштабе был произведен CnC для использования в настольной игре North Cape. |
| 1:3900      |               | 0.078 мм           | Sci-fi                                                  | Игрушки и миниатюры «Звездного пути» доступны в этом масштабе. |
| 1:3000      |               | 0.102 мм           | Sci-fiShip models                                       | Научно-фантастические миниатюры, созданные в этом масштабе компанией Brigade Models для настольной игры Starmada и установленного масштаба для военно-морских военных игр в Великобритании, например, NavWar. |
| 1:2500      |               | 0.122 мм           | Sci-fiWargaming (naval)                                 | Европейский размер для моделей кораблей военно-морских игр. Также популярный масштаб для больших вымышленных космических кораблей, используемых в играх (особенно «Звездный путь»). |
| 1:2400      |               | 0.127 мм           | Wargaming (naval)                                       | Британский и американский размер для моделей кораблей военно-морских игр. Некоторые научно-фантастические миниатюры в этом масштабе. |
| 1:2000      |               | 0.152 мм           | Wargaming (naval)Ship models                            | Valiant Enterprises производит свою линейку «Боевых парусов» «военных парусников» и сопутствующие предметы в этом масштабе. Масштаб, используемый в Японии для пластиковых моделей кораблей, ватерлинии и всего корпуса. |
| 1:1400      |               |                    |                                                         | Литые модели кораблей (например, Siku), космические корабли из «Звездного пути». |
| 1:1250      |               | 0.244 мм           | Ship models                                             | The dominant European size for die-cast ship models, most comprehensive range. |
| 1:1200      | 0.01          | 0.254 мм           | Ship models                                             | Доминирующий европейский размер для литых моделей кораблей, наиболее полный ассортимент. |
| 1:1000      |               | 0.305 мм           |                                                         | Это шкала, используемая в Германии для готовых моделей авиалайнеров. Herpa and Hogan Wings производит несколько моделей такого масштаба. Bandai производит модели космических кораблей космического линкора Yamato 2199. Ares Games выпускает линейку Sails of Glory в этом масштабе. Общий масштаб для архитектурного моделирования. |
| 1:800       |               | 0.381 мм           | Ship models                                             | Это масштаб, используемый для некоторых моделей авианосцев. Этот масштаб также используется для некоторых готовых моделей авиалайнеров, отлитых под давлением. |
| 1:720       |               | 0.423 мм           | Ship models                                             | Это был стандартный размер для моделей кораблей Revell и Italeri, но они от него отошли. |
| 1:700       |               | 0.435 мм           | Ship models                                             | Это масштаб, который большинство производителей выбрали для производства крупнейших серий пластиковых моделей кораблей и подводных лодок по ватерлинии. Полнокорпусные модели также популярны в этом масштабе. |
| 1:600       |               | 0.508 мм           | Ship models                                             | Популярен для кораблей, особенно лайнеров и крупных кораблей. Это традиционный масштаб для сравнительных чертежей кораблей, используемый Королевским флотом, поскольку его длина составляет около одной десятой морской мили. Модели военных кораблей производства Airfix. Schabak/Schuco также производит модели авиалайнеров такого масштаба. |
| 1:570       |               | 0.535 мм           | Ship models                                             | Этот масштаб использовался Revell для некоторых моделей кораблей, поскольку он был вдвое меньше стандартного масштаба для моделей военных игр, используемых в армии США. |
| 1:535       | 0.022         | 0.570 мм           | Ship models                                             | Масштаб, использованный Revell для корабля USS Missouri. Иногда называется «коробочным масштабом», потому что выбран в соответствии с размером коробки. |
| 1:500       |               | 0.610 мм           | ArchitectureShip modelsDie-cast aircraft                | Это шкала, использовавшаяся военными во время Второй мировой войны для моделей кораблей, используемых для военных игр и военно-морского признания. Несколько японских компаний, таких как Nichimo Co Ltd. и Fujimi Model, производят пластиковые модели кораблей в этом масштабе. Он также используется европейскими компаниями для производства готовых моделей авиалайнеров, отлитых под давлением. Общий масштаб для архитектурного моделирования. |
| 1:480       |               | 0.635 мм           | Model railways (T)                                      | Масштаб T с использованием путей колеи 3 мм для обозначения железных дорог стандартной колеи. |
| 1:450       |               | 0.677 мм           | Model railways (T)                                      | Масштаб T с использованием колеи 3 мм для обозначения железных дорог с колеей RailGauge. Hasegawa также производит пластиковые модели кораблей в этом масштабе. |
| 1:432       |               | 0.706 мм           |                                                         | Шкала, использовавшаяся во время Второй мировой войны ВМС США для распознавания самолетов. |
| 1:426       | 0.028         | 0.715 мм           |                                                         | Масштаб, используемый Revell для кораблей USS Arizona, Pennsylvania, Norton Sound и Pine Island. Иногда называется «коробочным масштабом», потому что выбран в соответствии с размером коробки. |
| 1:400       |               | 0.762 мм           | Die-cast aircraftShip models                            | Европейский размер для моделей кораблей и подводных лодок, а также литых самолетов, например. Продукция Хеллер. Чаще всего используется с моделями самолетов, особенно с литыми под давлением коммерческими авиалайнерами, которые могут производиться популярными производителями (включая, помимо прочего, Aeroclassics, Gemini Jets, Phoenix Model, JC Wings и NG Model). |
| 1:360       | 0.033"        | 0.8467 мм          |                                                         | Масштаб, используемый в правилах AD&D Battlesystem. Произведено от использования 10 ярдов на 1 дюйм. Хорошо работает с миниатюрами толщиной 5 мм, где человечек ростом 6 футов равен 5,08 мм. |
| 1:350       |               | 0.871 мм           | Ship models                                             | Хотя предполагается, что это японский размер для моделей кораблей, его происхождение находится в Великобритании, где в декабре 1945 года был выпущен комплект Javelin and Tribal Destroyer в масштабе 1:350 для серии FROG Penguin. Обычно это полнокорпусные модели, которые существенно более детализированы, чем модели по ватерлинии 1:700. |
| 1:300       |               | 1.016 мм           | Wargaming (military)                                    | Масштаб, тесно связанный с масштабом 1:285. Самый маленький масштаб, обычно используемый для микроброни. «Масштаб фигуры 6 мм» для миниатюрных варгеймов. |
| 1:288       |               | 1.058 мм           |                                                         | Масштаб для самолетов и ракет. |
| 1:285       |               | 1.069 мм           | Wargaming (military)                                    | Также известная как «шкала фигур 6 мм», шкала армии США для военных игр на песочном столе. Стандарт, используемый в миниатюрных варгеймах для любителей, где он считается взаимозаменяемым с масштабом 1:300. Обычно используется для микроброни. |
| 1:270       |               | 1.129 мм           |                                                         | Используется в игре Star Wars: X-Wing Miniatures от Fantasy Flight Games для своих маленьких и больших кораблей. |
| 1:250       |               | 1.219 мм           |                                                         | Используется Хеллером для моделей кораблей. Масштаб 1:250 обычно используется с моделями самолетов - обычно довольно большими и довольно дорогими - такими как модели гигантских реактивных самолетов. |
| 1:239       |               | 1.275 мм           |                                                         | Используется некоторыми моделями самолетов. |
| 1:220       |               | 1.385 мм           | Model railways (Z)                                      | То же, что и датчик Z. |
| 1:200       | 0.06 in       | 1.524 мм           | ArchitectureShip modelsDie-cast aircraft                | Масштаб, используемый для моделей самолетов высокого класса и очень детализированных моделей кораблей из бумаги и пластика. Масштаб фигуры 9 мм. Многие авиакомпании бесплатно распространяют модели такого масштаба в качестве средства рекламы. Бренды моделей самолетов в этом масштабе включают Flight Miniatures, JC Wings 200, Wings of Glory и другие. Общий масштаб для архитектурного моделирования. |
| 1:182.88    |               | 1.667 мм           |                                                         | Новый масштаб, используемый в миниатюрных военных играх любителей старины, фэнтези и научной фантастики. В кругах варгеймеров известен как «масштаб фигуры 10 мм». |
| 1:160       |               | 1.905 мм           | Model railways (N)                                      | Американские и европейские модели поездов в масштабе N. Обычно используется для мини-брони. Масштаб фигурок от 10 мм до 12 мм для миниатюрных варгеймов. |
| 1:152       |               | 2.005 мм           |                                                         | Масштаб 2 мм / Моделирование железной дороги в британском масштабе N. |
| 1:150       |               | 2.032 мм           | Model railways (Japanese N)                             | Используется Хеллером для моделей кораблей и предложен японцами вместо поездов в масштабе 1:144. Модели, которые обычно изготавливаются в масштабе 1:150, представляют собой коммерческие авиалайнеры, такие как Airbus A320, Boeing 777, вплоть до гигантских реактивных самолетов Airbus A380 и Boeing 747. |
| 1:148       |               | 2.117 мм           | Model railways (British N)                              | Британская модель железной дороги N в масштабе. |
| 1:144       | 1⁄12 in       | 2.117 мм           |                                                         | Масштаб HOO — популярен для кораблей, самолетов, ракет и космических кораблей. Иногда используется с автомобилями NASCAR. Также несколько японских поездов в масштабе N, а также японские модели гигантских роботов (таких как Gunpla) и игрушки. Кукольный домик в масштабе кукольных домиков 1:12. Обычно используется для мини-брони. Используется для миниатюрных варгеймов в масштабе 12 мм и 12,5 мм. |
| 1:128       | 3⁄32 in       | 2.381 мм           |                                                         | Несколько ракет и несколько готовых самолетов изготавливаются именно такого размера. |
| 1:120       | 0.1 in        | 2.54 мм            | Model railways (TT)                                     | Выведено из масштаба: 1 дюйм равен 10 футам. Масштаб модели железной дороги ТТ. Используется в правилах AD&D Battlesystem Skirmishes. Работает с миниатюрами диаметром 15 мм, где рост человека ростом 6 футов соответствует 15,24 мм. |
| 1:110       |               | 2.771 мм           |                                                         | Используется для некоторых моделей кораблей, самолетов и литых автомобилей. |
| 1:108       |               | 2.822 мм           |                                                         | Исторический размер для кораблей, также используемый для ракет и космических кораблей. Масштаб фигуры 15 мм для варгейминга считается взаимозаменяемым с данным масштабом. |
| 1:100       |               | 3.048 мм           |                                                         | Самолеты Tamiya и Plasticart, военная техника и корабли Zvezda. Комплекты исторических и современных космических кораблей. Японские самолеты, космические корабли и гигантские роботы (мастер-линейка Gundam). Также называется «масштабом фигур 15 мм» для использования с мини-доспехами и миниатюрными фигурками, основанными на настольных стратегиях/играх с перестрелками, Flames of War, миниатюрах Axis & Allies, а также The Face of Battle и I Ain't. Застрелили маму!. Общий масштаб для архитектурного моделирования. |
| 1:96        | 1⁄8 in        | 3.175 мм           |                                                         | Исторический масштаб для кораблей, также используемый для космических кораблей. |
| 1:91.44     |               | 3.333 мм           |                                                         | Популярный масштаб для любителей миниатюрных варгеймов времен Второй мировой войны. Также известен в варгеймах как «масштаб фигуры 20 мм». |
| 1:90        |               | 3.387 мм           |                                                         | Шкала, предложенная некоторыми европейскими производителями (например, Wiking) для замены шкалы HO. |
| 1:87.1      |               | 3.5 мм             | Model railways (HO/h0)                                  | Точная шкала HO (половина O от 7 мм = 1 фут) |
| 1:87        |               | 3.503 мм           | Model railways (HO/h0)                                  | Гражданская и военная техника. Часто используется для описания шкалы HO. Оригинальный номинальный масштаб фигуры 25 мм ; хотя рост человека ростом 6 футов в масштабе 1:87 ближе к 20 мм. |
| 1:82        |               | 3.717 мм           |                                                         | Промежуточный масштаб (HO/OO), предназначенный для применения к комплектам поездов в масштабе HO и OO. Также используется для некоторых военных моделей. |
| 1:80        |               | 3.810 мм           |                                                         | масштабе HOj. Очень близко к масштабу фигурок Wargaming 20 мм (на самом деле 20 мм — это 1:80,5). |
| 1:76.2      |               | 4 мм               | Model railways (00)                                     | Модель рельса Великобритании, масштаб 4 мм (шкала OO и т. д.). |
| 1:76        |               | 4.011 мм           | Model railways (00)Military models                      | Военные машины. Также используется с моделями размером от 4 мм до 1 фута. |
| 1:75        |               | 4.064 мм           |                                                         | Используется Хеллером для моделей кораблей. Также несколько комплектов японских самолетов 1960-х годов. |
| 1:73.152    |               | 4.167 мм           |                                                         | Общий масштаб для любителей миниатюрных варгеймов и ролевых игр на темы научной фантастики или фэнтези, где он обозначается как «25 мм» (для реальной высоты масштабной фигуры 6 футов). Примеры включают Striker, Gamma World и (особенно) Dungeons & Dragons. С годами наблюдается «растяжение масштаба», поскольку производители производят более внушительные фигурки, что привело к нынешнему обозначению «28 мм» для более крупных изделий. |
| 1:72        | 1⁄6 in        | 4.233 мм           | Aircraft models                                         | 1 дюйм в этом масштабе = 6 футов (рост человека) в реальном мире. Самолеты, научная фантастика, космическая научно-популярная литература, фигурки, транспортные средства и гидроциклы. Сейчас наиболее распространены модели боевых бронированных машин (ББМ) в мелком масштабе (т.е. менее 1:35), а также пластиковые модели фигурок и масштабные модели транспортных средств и самолетов от таких компаний, как Airfix. |
| 1:65        |               | 4.689 мм           |                                                         | Корабли, литые автомобили. Похоже на 1:64. |
| 1:64        |               | 4.763 мм           |                                                         | Корабли, литые автомобили. Matchbox и Hot Wheels используют этот масштаб для описания своих автомобилей, хотя фактический масштаб отдельных моделей варьируется от 1:55 до более 1:100. То же, что и шкала S. Также называется масштабом 3/16 дюйма. В кругах варгеймеров известен как фигурка размером 25 мм. |
| 1:60.96     |               | 5.000 мм           |                                                         | Общий масштаб для миниатюрных фигурок любителей военных игр до 1970-х годов. Некоторые компании, такие как Privateer Press, выпускают новые цифры в этом масштабе. Поскольку с течением времени миниатюры для варгеймов в масштабе 28 мм увеличивались в размерах, эти новые миниатюры для варгеймов в масштабе 30 мм пропорциональны нынешним миниатюрам для варгеймов в масштабе 28 мм. Модели Force of Arms, Westwind и s&s также используют эту шкалу для своих моделей автомобилей времен Второй мировой войны из смолы и металла, а также для современных автомобилей в масштабе 28 мм. |
| 1:60        | 0.2 in        | 5.080 мм           |                                                         | Используется в Dungeons & Dragons Miniatures. Высокодетализированные комплекты японских гигантских моделей роботов, в основном производимые Bandai, имеют такой масштаб. Некоторые японские производители игрушек также производят игрушки для самолетов в таком масштабе. Редкая модель железнодорожных масштабов Германии. |
| 1:56        |               | 5.442 мм           |                                                         | Еще один распространенный масштаб для боевых машин размером 28 мм. Производители этого масштаба включают Wargames Factory, Die Waffenkammer/JTFM Enterprises, NZWM/Army Group North, Force of Arms и Warlord Games. |
| 1:55        |               | 5.644 мм           |                                                         | Используется Siku для легковых и грузовых автомобилей. Также используется Mattel для игрушек Диснея «Тачки». |
| 1:50        |               | 6.096 мм           |                                                         | Многие европейские литые строительные машины и грузовики. Некоторые ранние японские комплекты самолетов также имеют этот масштаб, и это стандартный масштаб для деревянных моделей самолетов ручной работы в Японии. Общий масштаб для архитектурного моделирования. |
| 1:48        | 1⁄4 in        | 6.350 мм           | Aircraft modelsDollhouseMilitary modelsWargaming        | В кукольных домиках масштаб 1:48 широко известен как четвертной масштаб (поскольку он составляет одну четверть «стандартного» масштаба кукольного домика 1:12). В основном военные самолеты, но в 2005 году Tamiya выпустила новую серию моделей боевых бронированных машин (ББМ) такого масштаба. Это американская шкала О. Масштаб архитектурной модели соответствует широко используемому масштабу архитектурных чертежей в США. Также основной масштаб Lego, известный как масштаб минифигурки. Довольно редкие фигурки варгеймов размером 40 мм примерно вписываются в этот масштаб. |
| 1:45        |               | 6.773 мм           |                                                         | Это масштаб, который MOROP определил для шкалы O, поскольку он вдвое меньше моделей железных дорог G-колеи масштаба 1: 22,5, производимых немецкими производителями. |
| 1:43.5      |               | 7.02 мм            | Model railways (0)                                      | Точная шкала O: 7 мм = 1 фут. |
| 1:43        |               | 7.088 мм           | Die-cast cars                                           | По-прежнему самая популярная шкала для литых автомобилей во всем мире, как метрическая, так и другая. Оно происходит от британской шкалы О. |
| 1:40        | 0.3 in        | 7.620 мм           |                                                         | Самые ранние модели британской коронационной кареты и нескольких других конных повозок были изготовлены в этом масштабе. В этом масштабе также изготавливаются дешевые фигурки солдат из мягкого пластика; Есть несколько комплектов для изготовления транспортных средств для них. |
| 1:38.4      | 5⁄16 in       |                    |                                                         | Масштаб радиоуправляемых моделей кораблей, обычно производимых Дюма. |
| 1:36        |               | 8.467 мм           |                                                         | Популярный масштаб для старинных планов кораблей — 1 дюйм = 3 фута. |
| 1:35        |               | 8.709 мм           | Military models                                         | Самый популярный масштаб для военной техники и фигурок. Широко используется в моделях бронетехники. Изначально он был задуман компанией Tamiya для удобства установки деталей мотора и аккумуляторов. Хорошо соответствует фигуркам диаметром 54 мм. |
| 1:34        |               | 8.965 мм           |                                                         | Популярный масштаб для коллекционирования старинных и современных моделей американских грузовиков. Основана компанией First Gear, Inc. в начале 1990-х годов и пользуется растущей популярностью в Европе и Австралии. |
| 1:33        |               | 9.236 мм           |                                                         | Самый распространенный масштаб для бумажных моделей самолетов. |
| 1:32        | 3⁄8 in        | 9.525 мм           | Model railways (1)Aircraft modelsCar modelsToy soldiers | Предполагается, что игрушечные солдатики размером 54 мм также будут использовать этот масштаб. То же, что и Калибр 1, автомобили, общие для игровых автоматов. Обычно его называют размером конюшни у моделей лошадей. |
| 1:30.5      |               | 10 мм              |                                                         | Часто указывается как альтернатива масштабу 1:32. |
| 1:30        | 0.4 in        | 10.16 мм           |                                                         | Игрушечные солдатики и военная техника, включая King & Country и Figarti. |
| 1:29        |               | 10.51 мм           |                                                         | Американские модели поездов, курсирующие по путям колеи 1 45 мм. |
| 1:28        |               | 10.89 мм           |                                                         | Истребители-бипланы, автомобили «латунной эпохи» (Midori, Union, Revell of Germany), литые автомобили (Spec-cast, First Gear). |
| 1:25        |               | 12.19 мм           |                                                         | Автомобили, фигурки. Литые автомобили AMT (теперь объединены с Ertl), Revell и Jo-Han. Раскрашенные в китайском стиле человеческие фигурки в этом масштабе продаются для использования в макетах поездов масштаба G (но они немного меньше их размера), но часто используются в качестве пассажиров в автомобилях и поездах масштаба 1:24 или 1:22,5. В Европе этот масштаб предпочтительнее 1:24. В Нидерландах есть целые игрушечные деревни такого масштаба. Этот масштаб также является стандартным в большинстве моделей театрального дизайна, используемых для представления декораций перед постройкой.                                                                                                  |
| 1:24        | 0.5 in        | 12.70 мм           | Plastic carsAircraftModel railways                      | Самый большой общий масштаб для моделей самолетов, например, производства Airfix. Общий масштаб для автомобилей и фигур. Некоторые американские бренды кукольных домиков. Литые автомобили от Danbury и Franklin Mint. Американские шлейфы G Scale от Delton Mfg. и Aristocraft Classics. Модели лошадей (размера "Little Bit"). Игрушки Плеймобиль. |
| 1:22.5      |               | 13.55 мм           | Model railways (G)                                      | Поезда G Scale от немецких производителей. |
| 1:21        |               |                    |                                                         | Масштаб для моделей самолетов, обычно производимых Дюма. |
| 1:20.3      | 0.6 in        | 15.3 мм            |                                                         | Поезда в масштабе F. Узкоколейка длиной 3 фута с гусеницей шириной 45 мм. |
| 1:20        | 0.6 in        | 15.24 мм           |                                                         | Автомобили, обычные для моделей Формулы-1. |
| 1:19        |               | 16.04 мм           |                                                         | Модель железной дороги с живым паром в масштабе 16 мм. Это также масштаб тех «четырехдюймовых» фигурок из приключенческих фильмов. |
| 1:18        | 0.67 in       | 16.93 мм           |                                                         | Автомобили, сделанные из наборов, литые модели в масштабе 1:18, детские кукольные домики, (очень редко) наборы самолетов, такие как MPM. 3,75-дюймовый G.I. Джо: Линия фигурок и транспортных средств Real American Hero представлена в этом масштабе, хотя фигурки совместимы с автомобилями масштаба 1:16, а не с автомобилями 1:18. Фигурки, продаваемые как 3,75 дюйма, 3+3/4 дюйма или 4 дюйма, приблизительно соответствуют этому масштабу; сюда входят оригинальные фигурки «Звездных войн» от Кеннера, а также линия Fisher-Price Adventure People, которая повлияла на фигурки «Звездных войн» и фигурки микронавтов, которые им предшествовали. Это один из самых распространенных масштабов фигурок. |
| 1:16        | 3⁄4 in        | 19.05 мм           | Military models                                         | Живые паровозы (неездовые), Фигурки. Популярная линия сельскохозяйственной и строительной техники Ertl выпускается именно в этом размере. Радиоуправляемые танки производства Tamiya, Heng Long, Matto, AsiaTam, WSN, Torro, комплекты масштабных моделей Trumpeter, Eduard, Kirin, Dragon |
| 1:15        | 0.8 in        | 20.32 мм           |                                                         | Используется для некоторых фигурок животных и моделей автомобилей. Фонтанини производит 5-дюймовые фигурки вертепов такого масштаба. |
| 1:14        | 0.8571428 in  | 21.77 мм           |                                                         | Tamiya Tamiya 56301 RC 1:14 King Hauler, Радиоуправляемые тягачи в масштабе 1:14. |
| 1:13.71     |               | 22.225 мм          |                                                         | Масштаб моделей железных дорог от 7/8 дюймов до фута, обычно используемый с колеей 45 мм для представления прототипов колеи 2 фута. |
| 1:13        | 59⁄64 in      | 23.44 мм           |                                                         | Наборы Аврора "Сцены с монстрами" и "Доисторические сцены". |
| 1:12        | 1 in          | 25.40 мм           | Plastic cars                                            | Фигурки, модели автомобилей (статические и радиоуправляемые), живые паровозы (неуправляемые), кукольные домики для взрослых коллекционеров, мотоциклы, модели лошадей («Классический масштаб»). |
| 1:10        |               | 30.48 мм           |                                                         | Мотоциклы, радиоуправляемые автомобили (внедорожные багги, грузовики для стадионов), 7-дюймовые фигурки (Marvel Legends и DC Universe). |
| 1:9         | 1.2 in        | 33.87 мм           |                                                         | Мотоциклы, Парк миниатюр, 8-дюймовые [203,2 мм] куклы Mego (Величайшие супергерои мира), модели лошадей (традиционный масштаб). |
| 1:8         | 1+1⁄2 in      | 38.10 мм           |                                                         | Автомобили, мотоциклы, паровые поезда (на которых можно ездить), Миниатюрный парк, радиоуправляемые автомобили IC, японские фигурки из гаражных наборов, классические наборы монстров Aurora, (редко) наборы самолетов, такие как истребители Первой мировой войны от Hasegawa. |
| 1:7         |               | 43.54 мм           |                                                         | Общий масштаб, используемый японскими компаниями для фигурок персонажей аниме, особенно когда изображаемый персонаж должен быть молодым по возрасту. Масштаб стандартного кирпича Lego с 4 х 2 стержнями по сравнению с размером стандартного кирпича дома (9 × 4 1⁄2 × 3 дюйма). |
| 1:6         | 2 in          | 50.80 мм           |                                                         | Регламент EFRA для внедорожных радиоуправляемых багги. Шарнирные 12-дюймовые фигурки, такие как Г.И. Джо и Дракон, модные детские куклы, такие как Барби, Долфи, статические фигурки (обычно персонажей аниме). Мотоциклы, железнодорожные пушки, бронетехника, военные диорамы. |
| 1:5         |               | 60.96 мм           |                                                         | Масштабные радиоуправляемые автомобили |
| 1:4.5       |               |                    |                                                         | Сибарит (модная кукла) |
| 1:4         | 3 in          | 76.20 мм           |                                                         | Радиоуправляемые автомобили, миниатюрные железные дороги, паровые катки, тяговые двигатели, пластиковые модели двигателей, более крупные 18-дюймовые [457 мм] коллекционные модные куклы, гонки на карманных велосипедах, минибайки, мини-чопперы, гонки на автомобилях Midget, гонки Quarter Midget |
| 1:3         | 4 in          | 101.60 мм          |                                                         | Масштаб P - катаемые узкоколейные парковые железные дороги, паровые катки, тяговые паровозы, шарнирные куклы, Супер Кукла, Мечта Долфи |
| 1:2.4       | 5 in          | 127.00 мм          |                                                         | Парковые железные дороги, где модели RailGauge с минимальной колеей основаны на прототипах узкой колеи RailGauge. |
| 1:2         | 6 in          | 152.40 мм          |                                                         | Модные куклы "Мой размер" (3 фута) |
| 1:1.8       |               |                    |                                                         | Дом для игр, Игровой домик |
| 1:1.5       |               |                    |                                                         | Дом для игр, Игровой домик |
| 1:1         | 12 in         | 304.80 мм          |                                                         | Полный масштаб, в натуральную величину. Некоторые модели реального и вымышленного оружия, а также научных или анатомических предметов в этом масштабе. |
| >1:1        |               |                    |                                                         | Больше, чем в натуральную величину. Некоторые модели научных или анатомических предметов в этих масштабах. |